# یواس‌اس هیورن (۱۸۷۵)
یواس‌اس هیورن (۱۸۷۵) (به انگلیسی: USS Huron (1875)) یک کشتی بود که طول آن ۱۷۵ فوت (۵۳ متر) بود. این کشتی در سال ۱۸۷۵ ساخته شد.